# Fèlix Millet Tusell
Félix Millet Tusell (Barcelona, 8 de diciembre de 1935- Cardedeu, 15 de marzo de 2023) fue un gestor cultural español que fue presidente de la Fundación Orfeón Catalán - Palacio de la Música Catalana entre los años 1990 y 2009, año en el que dimitió del cargo después de confesar que se había apropiado indebidamente de 3,3 millones de euros que destinó, entre otros, a reformar inmuebles de su propiedad y a pagar viajes a su familia.

## Biografía
Hijo de Fèlix Millet i Maristany, que había sido presidente del Orfeón Catalán entre 1951 y 1967; es por tanto sobrino-nieto de Luis Millet Pagés, fundador y primer director del mismo. 
Expresidente de la Fundación Orfeón Catalán - Palacio de la Música Catalana, fundada por él mismo en 1990. Ha dinamizado las actividades del Palacio de la Música, ofreciendo becas y renovando su edificio, que ha sido declarado por la UNESCO Patrimonio de la Humanidad. 
En 1974, junto con Josep Maria Trias de Bes y Joaquim Molins, ingresó en la empresa inmobiliaria Renta Catalana, dirigida por los hermanos Ignacio y Antonio María Baquer Miró. El 6 de mayo de 1983 estuvo dos semanas en prisión preventiva por un delito de estafa en relación con esta empresa, junto con Ignacio Baquer y Eduardo Guillén Ulloa.
En 1999 recibió la Premio Cruz de San Jorge. En 2006 fue nombrado Presidente de la Agrupació Mútua y un año más tarde de Bankpime. En 2007 fue nombrado vicepresidente tercero de la Fundación Fútbol Club Barcelona, cargo del que dimitió en septiembre de 2009 a raíz del escándalo del Orfeón Catalán. Incluso fue sondeado para encabezar una candidatura de consenso a presidir el FC Barcelona, tras la dimisión de Nuñez en el año 2000. También es miembro de la Fundación Pablo Casals.
En 2000 Millet financió, con fondos procedentes del Palacio de la Música, las deudas que había contraído el llamado Partit per la Independència, entregando a Àngel Colom una cantidad que éste cifró en 75.000 euros, aunque posteriormente (en 2010) fuentes del Palacio de la Música indicaron que era de 150.000 euros.
En el año 2003, Félix Millet se incorporó al patronato del Institut Catalunya Futur, sección regional de la Fundación para el Análisis y los Estudios Sociales (FAES), que preside José María Aznar. Ese mismo año, la Fundación Orfeón Catalán recibió un incremento de 3.000.000 de euros del Ministerio de Cultura del gobierno español presidido por el propio José María Aznar.

## Caso Millet
A finales de julio de 2009 se vio implicado en una investigación de la fiscalía de Barcelona en la que se intentó aclarar un presunto desvío de dos millones de euros durante el 2003 y el 2004 por parte de la Asociación Orfeón Catalán - Palau de la música y de la Fundación Orfeón Catalán, el patronato era presidido por Félix Millet. En junio de 2009 la fiscalía de Barcelona ya había presentado una querella por apropiación indebida y falsedad contra Félix Millet Tusell y tres responsables y directivos más de la Fundación.
Estas acusaciones recuerdan a las que Millet ya recibió en 1984 y que acabaron con dos meses de arresto y el pago de una multa de 30.000 pesetas por un delito de falsedad en el caso del fraude inmobiliario de Renta Catalana. En 1983 había sido ingresado en la Modelo junto con sus socios por orden del juez cuando se investigaba una presunta apropiación indebida, delito del que finalmente fue absuelto.
El 28 de julio de 2009 fue destituido de su cargo de presidente del Palacio de la Música Catalana y el 31 de julio siguiente él mismo cesó su cargo de presidente de Bankpime.
Millet confiesa haber desviado para su beneficio personal al menos 3,3 millones de euros, que destinó, entre otros usos, a reformar inmuebles de su propiedad y pagar viajes a su familia. En su confesión, Millet explica que entre 2007 y 2009 hizo que la Fundación del Palacio de la Música abonara 1,3 millones de euros para pagar obras y reformas en inmuebles propiedad de su familia en l'Ametlla y Barcelona. También desvió 500.000 euros de los fondos del Palau de la Música para costear viajes particulares de su familia y la de Jordi Montull, en distintos destinos, desde las Maldivas a Dubái. Todo ello, además de sus honorarios de más de 1,5 millones de euros. Millet también confiesa que pagaron comisiones y contrataron "pagando en negro". 
El 8 de octubre de 2009 el juez que investiga el caso levantó el secreto del sumario. Según éste, la cifra del fraude podría alcanzar los treinta y cinco millones de euros, más de once veces de lo que Millet había reconocido en su confesión
El 17 de junio de 2010 una juez de Barcelona decretó prisión incondicional sin fianza por el escándalo del Hotel del Palacio de la Música. No obstante, trece días más tarde, en una controvertida decisión judicial de la titular del Juzgado número 10 de Barcelona, quedó en situación de libertad sin fianza. En el auto, la juez explicaba que el riesgo de destrucción de las fuentes de prueba relevantes, así como la influencia de Millet y Jordi Montull sobre otros testigos o posibles imputados, "han desaparecido a día de hoy".
En marzo de 2012, el juez ordenó el embargo de los bienes de Millet y Montull pues todavía no habían depositado la totalidad de la fianza que se les ha impuesto, de 24 millones de euros. Hasta la fecha, Millet había depositado casi cinco millones de euros, mientras que Jordi Montull 800.000 euros, y su hija, 100.000 euros. Los abogados defensores ven altas probabilidades de su ingreso en prisión tras el juicio. La acusación que representa a la Fundación Orfeón Catalán-Palacio de la Música comunica a los pocos días que solicitan 6 años de prisión para ambos por apropiación indebida por el caso del hotel de lujo cercano al Palau.
El fallo de la sentencia emitida por la sección 10 de la Audiencia de Barcelona publicada el 15 de enero de 2018, ha condenado a Jordi Montull, a 7 años y medio de prisión por el saqueo, a su hija Gemma Montull a 4 años y medio de prisión, y al expresidente Félix Millet a 9 años y 8 meses de prisión. El 5 de febrero de 2018 ingresó en prisión para el cumplimiento de su condena. Su mujer, Marta Vallès Guarro, y su hija, Laila Millet Vallès, han sido declaradas partícipes a título lucrativo. Marta Vallès tiene que devolver al Palau 6,41 millones de euros y su hija Laila, 112.782 euros. Félix Millet ha sido multado con 4,1 millones de euros por blanqueo de capitales y por delito de fraude a Hacienda, y entre él y Jordi Montull Bagur deberán devolver al Palacio de la Música Catalana más de 23.2 millones de euros.

## Premios y honores
Ha recibido los siguientes premios y honores:
- En 1981 fue nombrado caballero de la Orden de Isabel la Católica por su condición de Presidente del Orfeón Catalán.
- En 1988 le fue concedida la Llave de Barcelona.[15]
- El 7 de julio de 1999 le fue concedida la Cruz de San Jorge por la Generalidad de Cataluña. En 2009 se le retiró este galardón en relación con el escándalo del Palacio de la Música.
- Distinción como Señor de Barcelona otorgada el 10 de noviembre de 2005.[15][16]
- Distinguido con la Cruz de Oro por la AEFE (Agrupación Española de Fomento Europeo) – otorgada el 8 de marzo de 2008.
- Distinguido como Cofrade de Honor por la Cofradía del Cava San Saturnino – 25 de junio de 2008.
- Distinguido como Conciudadano que nos honra – 9 de julio de 2008.